# Rothera (polární stanice)
Rothera je britská výzkumná stanice nacházející se na Adelaidině ostrově v západní Antarktidě. Adelaidin ostrov nebo také Ostrov Belgrano je velký ostrov v západní Antarktidě, hustě pokrytý ledem. Je 120 kilometrů dlouhý a 32 kilometrů široký. Ostrov je rozdělen na britskou část, chilskou část a argentinskou část.

## Historie
Rothera Station byla založena v roce 1975 jako náhrada za starší Adelaide Island Station (1961–1977), ke které ledovec zničil přístupovou cestu. Vznikl postupný stavební program, který se zavazoval k tomu, že do roku 1980 nově vybudovaná stanice poskytne ubytování, zdroj pro výrobu elektrické energie, mechanickou místnost pro údržbu vozidel, vědecké kanceláře a laboratoře nebo také místo pro skladování cestovního vybavení.
Od svého založení až do roku 1992 využívala tato stanice během léta pro přístup letadla Twin Otter. Avšak přistávací dráha nebyla zpevněná a po letech se její stav prudce zhoršil. Přišlo tedy na řadu její zpevnění, díky kterému bylo umožněno přistávání i větších letadel. Do té doby museli pasažéři, cestující na Rotheru, absolvovat velmi zdlouhavou cestu. Napřed se letadlem dostali na Falklandské ostrovy a odtud se vydali lodí na Adelaidin ostrov.

## Budovy na Rothera
Dnešní podoba Rothery se vyvinula z malé základny, ve které v prvním zimním období sídlily pouze čtyři osoby. Dnes je z Rothery velký komplex, který zahrnuje pět budov. Stejně jako na každé jiné základně se budovy často opravují a obnovují, protože drsné prostředí si vybírá svou daň. I přesto však některé z těch starších stále přežívají.
- Bransfield House: tato budova byla postavena mezi lety 1985 a 1986. Je centrem celé základny a skrývají se zde i hlavní společné prostory. Do těch lze zahrnout jídelnu, bar, knihovnu a místnosti, ve kterých se nacházejí počítače nebo televize. Také je zde meteorologické zařízení, suché sklady potravin nebo kuchyň. Mimo to obsahuje Bransfield i několik čtyřlůžkových pokojů, které sloužily jako hlavní ubytovací jednotka až do roku 2001, než se otevřel Admirals House. Bransfield House je pojmenovaný po lodi RRS Bransfield, která byla v roce 2001 zničena v indické Bombaji.
- Admirals House: byl postaven v průběhu dvou sezón (1999/2000 a 2000/2001). Jedná se o prefabrikované dílo z dílny Top Living AB ze Švédska. Budova obsahuje 44 dvoulůžkových pokojů, z nichž každý je vybavený sprchou a WC zařízením. Budova je zařízena i na praní prádla a místnosti v ní jsou vytápěné.
- Bonner Lab: tento výzkumný modul byl poprvé stavěn mezi lety 1996–1997, ale díky požáru, který v důsledku elektrické poruchy budovu zapálil, byla zničena a podruhé postavena až v roce 2003. Slavnostně otevřena byla roku 2004. Bonner Lab funguje jako zázemí a laboratoř pro pozemní a mořské biologické výzkumy. Potápěcí komora umožňuje bezpečné potápění po celý rok, a to díky oteplovacím ložiskům a kompresorům. Jsou zde tři „suché“ laboratoře, jedna „mokrá“ laboratoř, akvárium, knihovna, mikrobiologická laboratoř obsahující moderní mikroskopy a kuchyň. Během zimy se o tuto budovu stará pouze malé množství polárníků. Najdeme zde pozemního laboranta, dva mořské biology a muže, starajícího se o teplotu vody. V létě toto zařízení využívá více než třicet zaměstnanců a více než deset potápěčů.
- Fuchs House: toto skladiště bylo postaveno mezi lety 1978 a 1979. Původně zde byly umístěny kanceláře, ale od přístavby Admirals House je používáno právě pro již zmíněné účely. Je zde obrovské množství horolezeckého či tábornického vybavení. V druhé části jsou umístěny čtyři obrovské mrazáky, do kterých se ukládají zmražené potraviny, a které využívá celá stanice. Tato zásobárna je pojmenována po siru Vivianu Fuchsovi.
- Giants House: tato stavba slouží jako záložní ubytovací jednotka a byla postavena v roce 1997. Využívá se hlavně v létě, kdy je Admirals House plný a delegace nebo jiní návštěvníci nemají místo na spaní. Je zde osm místností, z nichž každá má svou koupelnu a toaletu.

## Podnebí
Letní teploty jsou obvykle v rozmezí 0 °C až 5 °C, v zimě pak je hodnota na teploměru nejčastěji mezi −5 a −20 °C. Převládají zde větry ze severu. Vzhledem ke své pobřežní lokalizaci se zde teploty mohou každým ročním obdobím výrazně lišit. Mořský led může být přítomen od konce května do konce listopadu. Sedmdesát dní v roce se zde polárníci setkávají s vichřicí, ale sníh padá celoročně.

## Přístup
Existují dva způsoby, jak se dostat na stanici Rothera. Většina lidí dorazí na palubě BAS Dash 7. Tento letoun přilétá buď ze Stanley na Falklandských ostrovech, v tomto případě trvá let asi pět hodin, nebo z Punta Arenas v Chile, odkud se letadlo ke stanici dostane zhruba za čtyři a půl hodiny.
Druhý, a nejspíše praktičtější způsob, jak se na Rotheru dostat, je za pomoci lodí, které na Rotheru jezdí nejméně dvakrát do roka a které v létě přiváží i náklad. Návštěvy lodí jsou obzvláště důležité, protože jde o jediný způsob, jak doplnit základní potřeby polárníků. Ty zahrnují potraviny, palivo, vědecké vybavení, vozidla, náhradní díly pro strojní zařízení, stavební materiály a velmi očekávané osobní věci.

## Stravování
Polárníci se stravují společně v centrální jídelně a jedině snídani si zde každý připravuje sám. Většinou jde o jídlo z obilovin a toast. Obědy a večeře zde připravují kuchaři. V sobotu večer je večeře formálnější, lidé vymění pláště za oblek, nebo alespoň za košili a kravatu. Přestože kuchaři nemají přístup k čerstvým surovinám, jsou schopni připravit jídlo na vysoké úrovni a klidně i o více chodech.